# Sakrální stavba

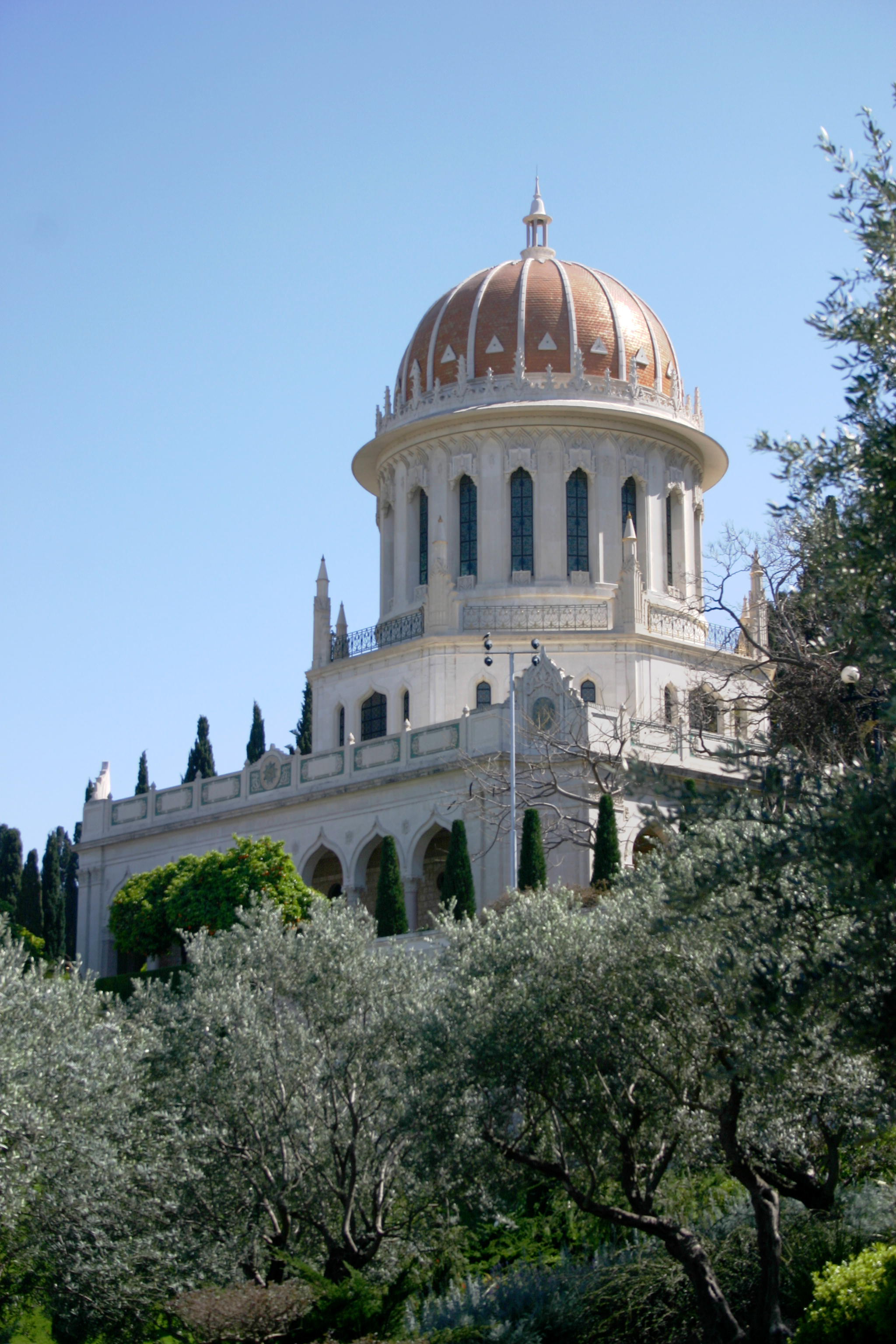
Příklad sakrální stavby: Svatyně Bába v Haifě

Sakrální stavba (z latinského sacer – „svatý“) (svatostánek) je stavba sloužící pro náboženské nebo rituální úkony. 

## Charakteristika
Existuje mnoho různých druhů náboženských staveb; např. v křesťanství sakrální stavba slouží k uctívání a chvále Boha – může se jednat o katedrálu, kostel, kapli, boží muka i kříž u cesty. 